# 'N Sync (альбом)
'NSYNC ― дебютный студийный альбом американской группы ’N Sync, первоначально выпущенный в Германии 26 мая 1997 года лейблом Trans Continental Records и 24 марта 1998 года лейблом RCA Records на международном уровне. Первые синглы с альбома «I Want You Back» и «Tearin' Up My Heart» вошли в первую 10-ку немецких чартов, а сам альбом занял первое место в Топ-100 Offizielle.
С тех пор альбом разошелся тиражом более 15 миллионов копий по всему миру, став бриллиантовым в США, а также достигнув 2-го места в Billboard 200.

## История

### Создание группы
В 1995 году Крис Киркпатрик встретился с Лу Перлманом, чтобы поговорить о создании поп-группы. Перлман сказал, что он будет финансировать группу, если Киркпатрик найдет ещё четверых участников. Киркпатрик позвонил Джоуи Фатону, другу, с которым он познакомился во время работы в Universal Studios. Затем Фатон и Киркпатрик обратились к Перлману за новыми предложениями. Перлман просмотрел несколько кассет, которые у них были, и одна из них с Джастином Тимберлейком из Клуба Микки Мауса привлекла их внимание. Тимберлейк вскоре присоединился к группе и рекомендовал своего друга Джейси Шазе, который был актёром.
Пятым участником группы был выбран Джейсон Галассо. После нескольких недель репетиций группа начала планировать официальное подписание контракта с лейблом Pearlman Trans Continental. Однако, в последнюю минуту Галассо отказался, так как ему не нравилось музыкальное направление группы. Он заявил, что быть кумиром подростков никогда не было его целью. Группа начала прослушивать других парней, чтобы заменить Галассо. Тимберлейк позвонил своему тренеру по вокалу, который предложил 16-летнего парня из Миссисипи по имени Лэнс Басс. Он прилетел в Орландо на прослушивание и был сразу же принят в группу.

### Запись
Новоиспеченная группа начала записывать демозаписи. Группа получила предложение записаться в доме Шакила О’Нила в Орландо после того, как он услышал, как они поют национальный гимн. Группа также записывалась в студии продюсера Вейта Ренна, который использовал матрасы для создания звуконепроницаемой среды.
В 1996 году группа подписала контракт с BMG Ariola Munich и отправилась в Стокгольм, чтобы начать работу над своим дебютным альбомом с продюсерами. Первоначально группа записывала песни, похожие на песни Boyz II Men, но им пришлось поменять направление на танцевальное, чтобы соответствовать требованиям европейского рынка.

## Синглы
| Оценки критиков               | Оценки критиков |
| Источник                      | Оценка          |
| ----------------------------- | --------------- |
| AllMusic                      | [ 7 ]           |
| Robert Christgau              | [ 8 ]           |
| The Rolling Stone Album Guide | [ 9 ]           |
| Sputnikmusic                  | [ 10 ]          |

Лид-сингл альбома, «I Want You Back», был выпущен в Германии 4 октября 1996 года и достиг Топ-10 18 ноября 1996 года. Второй сингл группы, «Tearin' Up My Heart», был выпущен 10 февраля 1997 года, также войдя в Топ-10. Третий сингл, «Here We Go», был выпущен 5 мая 1997 года, всего за три недели до выхода альбома, с аналогичным успехом. Их одноимённый дебютный альбом был выпущен лейблом BMG Ariola Munich 26 мая 1997 года и достиг пика на первой неделе выпуска в Германии. Вскоре группа стала быстро пользоваться успехом по всей Европе. Альбом также успешно вошел в чарты как в Швейцарии, так и в Австрии, в конечном итоге продав 820 000 единиц в Германии, Швейцарии, Австрии и Восточной Европе. Ещё два сингла, «For the Girl Who Has Everything» и «Together Again», были впоследствии выпущены 18 августа и 3 ноября 1997 года соответственно.
После успеха своего дебютного альбома в Европе, группа привлекла внимание Винсента Деджорджио, представителя лейбла RCA Records. Посмотрев выступление группы с песней «Together Again» в Будапеште в ноябре 1997 года, он предложил им контракт с RCA, на который группа сразу же согласилась. 20 января 1998 года их первый немецкий сингл «I Want You Back» был выпущен как в Великобритании, так и в США. Сингл стал успешным как в британском чарте синглов, так и в Billboard Hot 100. Примерно в это же время RCA Records объявил, что хочет снова выпустить дебютный альбом группы в Великобритании и США. В результате, некоторые композиции были вырезаны и добавлены новые миксы. 30 июня 1998 года второй немецкий сингл группы, Tearin' Up My Heart, был выпущен как в Великобритании, так и в США. Эта версия альбома была выпущена в Великобритании 5 июля 1998 года. Поначалу продажи альбома были посредственными как на британском, так и на американском рынках, пока группа не выступила на летнем концерте Disney в 1998 году. После выхода концерта в эфир продажи альбома начали стремительно расти. В итоге он занял 2-е место в Billboard Hot 100 и разошелся тиражом более 10 миллионов экземпляров только в США. Альбом стал 10× платиновым. 9 февраля 1999 года вышел третий сингл с новой версии альбома «(God Must Have Spent) A Little More Time on You», был выпущен исключительно в США, достигнув 8-го места в Billboard Hot 100.

## Трек-лист
| №                   | Название                          | Автор(ы)                                                  | Producer(s)                                   | Длительность |
| ------------------- | --------------------------------- | --------------------------------------------------------- | --------------------------------------------- | ------------ |
| 1.                  | «Tearin' Up My Heart»             | Max Martin Kristian Lundin                                | Lundin                                        | 4:48         |
| 2.                  | «You Got It»                      | Veit Renn                                                 | Renn                                          | 3:34         |
| 3.                  | «Sailing»                         | Christopher Cross                                         | Renn                                          | 4:36         |
| 4.                  | «Crazy for You»                   | Christian Hamm Alain Bertoni                              | Gary Carolla                                  | 3:40         |
| 5.                  | «Riddle»                          | Pat Reiniz                                                | Renn                                          | 3:42         |
| 6.                  | «For the Girl Who Has Everything» | Jolyon Skinner Renn                                       | Renn                                          | 3:51         |
| 7.                  | «I Need Love»                     | Carolla                                                   | Carolla                                       | 3:14         |
| 8.                  | «Giddy Up»                        | NSYNC Renn                                                | Renn                                          | 4:07         |
| 9.                  | «Here We Go»                      | Bülent Aris Toni Cottura                                  | Aris Cottura V. D. Toorn (co.) Rollocks (co.) | 3:34         |
| 10.                 | «Best of My Life»                 | Aris Cottura Toorn                                        | Aris Cottura Toorn                            | 4:45         |
| 11.                 | «More Than a Feeling»             | Tom Scholz                                                | Jaap Eggermont                                | 3:44         |
| 12.                 | «I Want You Back»                 | Denniz Pop Martin                                         | Pop Martin                                    | 4:23         |
| 13.                 | «Together Again»                  | Andy Reynolds Tee Green                                   | Corolla Renn (vocal)                          | 4:09         |
| 14.                 | «Forever Young»                   | Jean Beauvoir Bettina Martinelli Nemo Fahrenkrog-Petersen | Jörn-Uwe Fahrenkrog-Petersen Frank Busch      | 4:11         |
| Общая длительность: | Общая длительность:               | Общая длительность:                                       | Общая длительность:                           | 56:18        |

| №   | Название                           | Автор(ы)      | Producer(s) | Длительность |
| --- | ---------------------------------- | ------------- | ----------- | ------------ |
| 15. | «Tearin' Up My Heart» (Radio Edit) | Martin Lundin | Lundin      | 3:29         |
| 16. | «I Want You Back» (Radio Edit)     | Pop Martin    | Pop Martin  | 3:23         |

| №   | Название                                        | Автор(ы)                             | Producer(s)                                   | Длительность |
| --- | ----------------------------------------------- | ------------------------------------ | --------------------------------------------- | ------------ |
| 1.  | «Tearin' Up My Heart»                           | Martin Lundin                        | Lundin                                        | 3:30         |
| 2.  | «I Just Wanna Be with You»                      | Full Force                           | Full Force                                    | 4:03         |
| 3.  | «Here We Go»                                    | Aris Cottura                         | Aris Cottura V. D. Toorn (co.) Rollocks (co.) | 3:35         |
| 4.  | «For the Girl Who Has Everything»               | Renn Skinner                         | Renn                                          | 3:45         |
| 5.  | «God Must Have Spent a Little More Time on You» | Carl Sturken Evan Rogers             | Sturken Rogers                                | 4:42         |
| 6.  | «You Got It»                                    | Renn                                 | Renn                                          | 3:22         |
| 7.  | «I Need Love»                                   | Carolla                              | Carolla                                       | 3:14         |
| 8.  | «I Want You Back»                               | Pop Martin                           | Pop Martin                                    | 3:21         |
| 9.  | «Everything I Own»                              | David Gates                          | Full Force                                    | 3:57         |
| 10. | «I Drive Myself Crazy»                          | Rick Nowels Allan Rich Ellen Shipley | Renn                                          | 4:00         |
| 11. | «Crazy for You»                                 | Hamm Bertoni                         | Carolla                                       | 3:40         |
| 12. | «Sailing»                                       | Cross                                | Renn                                          | 4:38         |
| 13. | «Giddy Up»                                      | NSYNC Renn                           | Renn                                          | 4:08         |

| №   | Название                                                  | Автор(ы)            | Producer(s)                                     | Длительность |
| --- | --------------------------------------------------------- | ------------------- | ----------------------------------------------- | ------------ |
| 1.  | «Tearin' Up My Heart» (Radio Edit)                        | Martin Lundin       | Lundin                                          | 3:35         |
| 2.  | «I Just Wanna Be with You»                                | Full Force          | Full Force                                      | 4:03         |
| 3.  | «Here We Go» (Radio Cut)                                  | Aris Cottura        | Aris Cottura                                    | 3:33         |
| 4.  | «For the Girl Who Has Everything» (Club Mix)              | Renn Skinner        | Renn                                            | 3:46         |
| 5.  | «(God Must Have Spent) A Little More Time on You» (Remix) | Sturken Rogers      | Sturken Rogers Joe Smith [a] Tony Battaglia [a] | 4:02         |
| 6.  | «You Got It»                                              | Renn                | Renn                                            | 3:33         |
| 7.  | «I Need Love»                                             | Carolla             | Carolla                                         | 3:14         |
| 8.  | «I Want You Back» (Radio Edit)                            | Pop Martin          | Pop Martin                                      | 3:12         |
| 9.  | «Everything I Own»                                        | Gates               | Full Force                                      | 3:59         |
| 10. | «Thinking of You (I Drive Myself Crazy)» (Remix)          | Nowels Rich Shipley | Renn                                            | 4:00         |
| 11. | «Crazy for You»                                           | Hamm Bertoni        | Carolla                                         | 3:42         |
| 12. | «Sailing»                                                 | Cross               | Renn                                            | 4:36         |
| 13. | «Giddy Up»                                                | NSYNC Renn          | Renn                                            | 4:09         |

| №   | Название                        | Автор(ы)                           | Producer(s)         | Длительность |
| --- | ------------------------------- | ---------------------------------- | ------------------- | ------------ |
| 14. | «U Drive Me Crazy» (Radio Edit) | Aris Cottura Rookee Toorn Rollocks | Aris Cottura Rookee | 3:34         |

| №   | Название                                 | Длительность |
| --- | ---------------------------------------- | ------------ |
| 14. | «Sailing» (Live Version)                 | 4:39         |
| 15. | «More Than a Feeling»                    | 3:43         |
| 16. | «Sundreams»                              | 3:45         |
| 17. | «Tearin' Up My Heart» (Phat Dub)         | 6:32         |
| 18. | «I Want You Back» (Back Beat Radio Edit) | 3:42         |

| №  | Название                                        | Автор(ы)                             | Длительность |
| -- | ----------------------------------------------- | ------------------------------------ | ------------ |
| 1. | «Tearin' Up My Heart»                           | Lundin Max Martin                    | 3:35         |
| 2. | «Here We Go»                                    | Bonny Aris Toni Cottura              | 3:33         |
| 3. | «For the Girl Who Has Everything»               | Jolyon Skinner Veit Renn             | 3:46         |
| 4. | «God Must Have Spent a Little More Time on You» | Sturken Rogers                       | 4:02         |
| 5. | «I Want You Back»                               | Pop Martin                           | 3:12         |
| 6. | «I Drive Myself Crazy»                          | Rick Nowels Allan Rich Ellen Shipley | 4:00         |
| 7. | «U Drive Me Crazy»                              | Lundin Martin                        | 3:34         |

| №  | Название                                              | Автор(ы)                                                                    | Длительность |
| -- | ----------------------------------------------------- | --------------------------------------------------------------------------- | ------------ |
| 1. | «U Drive Me Crazy» (Extended Version)                 | Lundin Martin                                                               | 4:42         |
| 2. | «For the Girl Who Has Everything» (Unplugged Version) | Skinner Renn                                                                | 4:18         |
| 3. | «Some Dreams»                                         | Skinner Renn                                                                | 4:18         |
| 4. | «Riddle»                                              | Pat Reiniz                                                                  | 3:41         |
| 5. | «Best of My Life»                                     | Bonny Aris Toni Cottura V.D. Toorn                                          | 4:46         |
| 6. | «More Than a Feeling»                                 | Tom Scholz                                                                  | 3:42         |
| 7. | «Together Again»                                      | Andy Reynolds Tee Green                                                     | 4:09         |
| 8. | «Forever Young»                                       | Jean Beauvoir Bettina Martinelli Nemo Fahrenkrog-Peterson                   | 4:07         |
| 9. | «The Lion Sleeps Tonight»                             | Solomon Linda Hugo Peretti Luigi Creatore George David Weiss Albert Stanton | 3:03         |

Notes
- ↑  signifies an additional producer
- «I Just Wanna Be with You» contains portions of «Family Affair», as written by Sly Stone.

## Чарты
| Чарт (1997-98)                     | Высшая позиция |
| ---------------------------------- | -------------- |
| Australian Albums (ARIA)           | 58             |
| Австрия (Ö3 Austria)               | 2              |
| Канада (RPM Top Albums/CDs)        | 4              |
| Нидерланды (Album Top 100)         | 59             |
| European Top 100 Albums Chart      | 8              |
| Германия (Offizielle Top 100)      | 1              |
| Венгрия (MAHASZ)                   | 3              |
| Malaysian Albums (IFPI)            | 9              |
| Новая Зеландия (RMNZ)              | 34             |
| Норвегия (VG-lista)                | 40             |
| Шотландия (Scottish Albums Chart)  | 54             |
| Швеция (Sverigetopplistan)         | 56             |
| Швейцария (Schweizer Hitparade)    | 5              |
| Великобритания (UK Albums Chart)   | 30             |
| США (Billboard 200)                | 2              |
| США (Billboard Top Catalog Albums) | 13             |

| Чарт (1997)                  | Позиция |
| ---------------------------- | ------- |
| Austrian Albums (Ö3 Austria) | 35      |
| German Albums Chart          | 40      |
| Чарт (1998)                  | Позиция |
| Canada Top Albums/CDs (RPM)  | 18      |
| US Billboard 200             | 22      |
| Чарт (1999)                  | Позиция |
| US Billboard 200             | 4       |

| Чарт (1990—1999) | Позиция |
| ---------------- | ------- |
| US Billboard 200 | 17      |

## Сертификации
| Регион | Сертификация  | Продажи    |
| --- | ------------- | ---------- |
| Австрия (IFPI Austria)                                                                                                   | Золотой       | 25 000*    |
| Канада (Music Canada) | 4× Платиновый | 400 000^   |
| Германия (BVMI) | Золотой       | 250 000^   |
| Польша (ZPAV) | Золотой       | 50 000*    |
| Швейцария (IFPI Switzerland)                                                                                             | Золотой       | 25 000^    |
| США (RIAA) | Бриллиантовый | 11,354,000 |
| * Данные о продажах приведены только на основе сертификации. ^ Данные о тиражах приведены только на основе сертификации. |               |            |

## Комментарии
1. ↑  As of March 2015, the album has sold 9,854,000 copies in the US according to Nielsen SoundScan, which does not count albums sold through clubs like the BMG Music Club, where it sold 1.50 million units.[53] Combined, it has sold over 11,354,000 copies in the United States.